# 吕西勒布瓦
吕西勒布瓦（法語：Lucy-le-Bois，法語發音：[lysi lə bwa]）是法国勃艮第-弗朗什-孔泰大区约讷省的一个市镇，属于阿瓦隆区。

## 地理
吕西勒布瓦（47°33'23"N, 3°53'35"E）面积10.59 平方千米，位于法国勃艮第-弗朗什-孔泰大區约讷省，该省份为法国中北部内陆省份，西接卢瓦雷省，西北接塞纳-马恩省，南至涅夫勒省，东临科多尔省，东北与奥布省接壤。
与吕西勒布瓦接壤的市镇（或旧市镇、城区）包括：阿奈拉科特、埃托勒、茹拉维尔、普雷西勒塞克、托里。

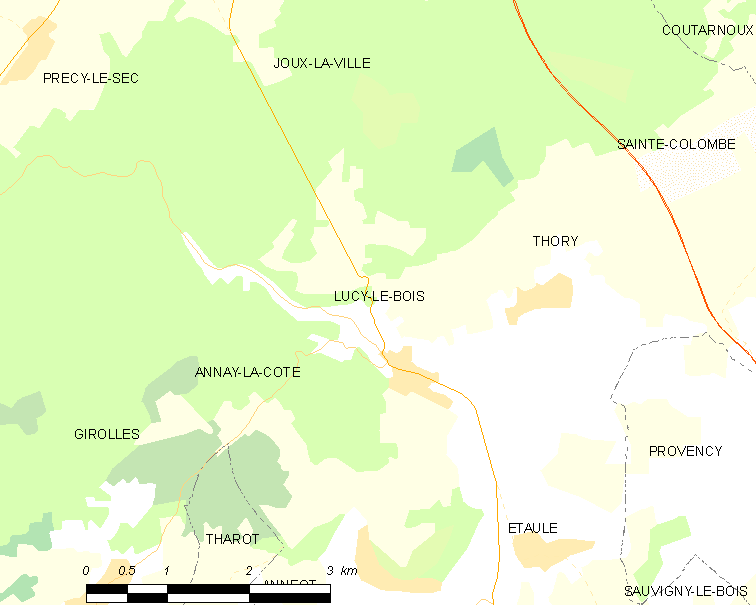
吕西勒布瓦的OSM定位图

吕西勒布瓦的时区为UTC+01:00、UTC+02:00（夏令时）。

## 行政
吕西勒布瓦的邮政编码为89200，INSEE市镇编码为89232。

## 政治
吕西勒布瓦所属的省级选区为阿瓦隆县。

## 人口

1962-2008年间吕西勒布瓦人口变化图示

吕西勒布瓦于2022年1月1日时的人口数量为322人。